# Drugi vatikanski sabor
Drugi vatikanski sabor ili Drugi vatikanski koncil (lat. Concilium Vaticanum Secundum) bio je 21. ekumenski sabor Katoličke Crkve. Sabor je sazvao 1962. godine papa Ivan XXIII. koji je preminuo prije kraja sabora, koji je nadalje vodio papa Pavao VI. Sabor je zaključen 1965. godine, na svetkovinu Bezgrešnog začeća Marijina.
Drugi vatikanski sabor bio je najvažniji Crkveni događaj 20. stoljeća. Sabor je bio okrenut prema aggiornamentu (»posadašnjenju«), tj. otvaranju prema modernom društvu. Na Saboru se okupilo 2500 biskupa (koncilskih otaca). Jedna od najvažnijih odluka Sabora bila je odluka o slavljenju svete mise na narodnim jezicima. U sklopu Koncila izdano je novo izdanje Katekizma Katoličke Crkve, Zakonika kanonskog prava i Misala. Na četirima zasjedanjima koncilski su oci izglasali 16 dokumenata, među kojima se ističu četiri konstitucije: Dei Verbum (o Božanskoj objavi), Lumen Gentium (o dogmatskoj biti Crkve), Sacrosanctum Concilium (o liturgiji) i Gaudium et Spes (o ulozi Crkve u modernom svijetu).

## Pozadina
Prethodna dva sabora bila su Tridentski (zaključen 1563.) i Prvi vatikanski (1870.).
Papa je najavio Sabor 25. siječnja 1959., koji je službeno sazvan apostolskom odlukom od 25. prosinca 1961.

## Zasjedanja
Drugi vatikanski sabor proveden je u četiri sesije koje su održane u brodu Bazilike sv. Petra .
1. zasjedanje: 11. listopada – 8. prosinca 1962.
2. zasjedanje: 29. rujna – 4. prosinca 1963.
3. zasjedanje: 14. rujna – 21. studenog 1964.
4. zasjedanje: 14. rujna – 8. prosinca 1965.

## Koncilski dokumenti
Drugi vatikanski sabor objavio je četiri zakonika, devet dekreta i tri deklaracije.

### Konstitucije
1. Lumen Gentium (O dogmatskoj biti Crkve)[3]
2. Dei Verbum (O božanskoj Objavi)[4]
3. Sacrosanctum Concilium (O liturgiji)[5]
4. Gaudium et Spes (O ulozi Crkve u modernom svijetu)[6]

### Dekreti
1. Inter Mirifica (O medijima)
2. Unitatis Redintegratio (O ekumenizmu)
3. Orientalium Ecclesiarum (O istočnim katoličkim crkvama)
4. Christus Dominus (O biskupovim zadacima)
5. Optatam Totius (O obrazovanju svećenstva)
6. Perfectae Caritatis (O obnavljanju crkvenih redova)
7. Apostolicam Actuositatem (O ulozi laika u Crkvi)
8. Presbyterorum Ordinis (O svećeničkim zadacima)
9. Ad Gentes (O misijama)

### Deklaracije
1. Gravissimum Educationis (O kršćanskom obrazovanju)
2. Nostra Aetate (O odnosima s ne-kršćanskim religijama)
3. Dignitatis Humanae (O slobodi vjere)

## Vanjske poveznice
| Portal:Kršćanstvo | Portal: Kršćanstvo |

Sestrinski projekti
|  | Wikicitati imaju zbirke citata o temi Drugi vatikanski sabor |

Mrežna mjesta
- Dokumenti na stranicama vatican.va, na 9 jezika: češkom, engleskom, francuskom, njemačkom, talijanskom, latinskom, portugalskom, španjolskom i svahiliju
- Dokumenti Drugog vatikanskog sabora na hrvatskom jeziku